# U 69 (U-Boot, 1915)
U 69 war ein diesel-elektrisches U-Boot des Kriegsauftrages „D“ der deutschen Kaiserlichen Marine, das im Ersten Weltkrieg zum Einsatz kam.

## Einsätze
Das U-Boot wurde noch vor Kriegsbeginn von der Österreichischen Marine bestellt, jedoch am 28. November 1914 von Deutschland übernommen. Am 24. Juni 1915 lief das Boot schließlich als U 69 bei der Germaniawerft in Kiel vom Stapel und wurde am 4. September 1915 in Dienst gestellt. Der erste und einzige Kommandant des U-Bootes war Kapitänleutnant Ernst Wilhelms, welcher beim Untergang von U 69 umkam.
U 69 war ab März 1916 der IV. U-Flottille der Hochseestreitkräfte zugeordnet, die in Emden und auf Borkum stationiert war.
U 69 führte während des Ersten Weltkrieges sechs Feindfahrten im östlichen Nordatlantik durch. Dabei wurden insgesamt 30 Schiffe der Entente und neutraler Staaten mit einer Gesamttonnage von ca. 104.471 BRT versenkt. Das größte Schiff, das versenkt wurde, war der britische Hilfskreuzer Avenger (zirka 13.500 BRT). Die Avenger wurde am 14. Juni 1917 westlich der Shetlandinseln etwa auf der Position 60° 22′ N, 4° 35′ W versenkt. Außerdem wurde der britische Marine-Trawler Era (168 BRT) am 11. Juli 1916 vor Aberdeen durch Artillerie versenkt.
Am 3. Juni 1917 wurde das italienische Segelschiff Luisa südwestlich von Irland angehalten. Die Versenkung mittels Artillerie misslang jedoch. Das Schiff wurde später nach Castletown eingeschleppt.

## Verbleib
Der Verbleib von U 69 ist ungeklärt. Zeit und Ursache des Verlustes sind nicht genau bekannt. Am 9. Juli 1917 lief das U-Boot von Emden zu einer Feindfahrt in die Gewässer südwestlich von Irland aus. Der letzte Funkkontakt fand am 11. Juli 1917 statt. Das U-Boot befand sich zu diesem Zeitpunkt vor der Südküste Norwegens. Seither gilt es als verschollen. 
Am 12. Juli 1917 griff der britische Zerstörer Patriot ein U-Boot mit Wasserbomben an. Es ist unklar, ob es sich dabei um U 69 handelte. Britische Funksprüche lassen jedoch darauf schließen, dass U 69 sein Operationsgebiet erreichte und dort mindestens bis zum 23. Juli 1917 im Einsatz war. Manche Quellen schreiben U 69 die Versenkung des griechischen Frachtschiffes Mikelis am 24. Juli 1917 zu, doch auch dies ist umstritten.
Es liegen keine britischen oder US-amerikanischen Meldungen vor, die eine Versenkung zweifelsfrei belegen. U 69 kann auf eine Treibmine gefahren sein oder ging eventuell durch eine Havarie beziehungsweise durch einen menschlichen Fehler verloren.

## Schiffskontakte
Von U 69 versenkte oder beschädigte Schiffe:
| Datum            | Name                          | Tonnage               | Nation                 |
| ---------------- | ----------------------------- | --------------------- | ---------------------- |
| 15. April 1916   | Fairport                      | 3.838                 | Vereinigtes Königreich |
| 15. April 1916   | Schwanden                     | 844                   | Russland               |
| 16. April 1916   | Glendoon                      | 1.918                 | Norwegen               |
| 16. April 1916   | Harrovian                     | 4.309                 | Vereinigtes Königreich |
| 16. April 1916   | Papelera                      | 1.591                 | Norwegen               |
| 17. April 1916   | Ernest Reyer                  | 2.708                 | Frankreich             |
| 18. April 1916   | Ravenhill                     | 1.826                 | Vereinigtes Königreich |
| 20. April 1916   | Cairngowan                    | 4.017                 | Vereinigtes Königreich |
| 11. Juli 1916    | Era                           | 168                   | Vereinigtes Königreich |
| 20. Oktober 1916 | Cabotia                       | 4.309                 | Vereinigtes Königreich |
| 24. Oktober 1916 | Sola                          | 3.057                 | Norwegen               |
| 26. Oktober 1916 | North Wales                   | 4.072                 | Vereinigtes Königreich |
| 26. Oktober 1916 | Rappahannock                  | 3.871                 | Vereinigtes Königreich |
| 2. November 1916 | Spero                         | 1.132                 | Vereinigtes Königreich |
| 3. November 1916 | Bertha                        | 591                   | Schweden               |
| 20. April 1917   | Annapolis                     | 4.567                 | Vereinigtes Königreich |
| 25. April 1917   | Hesperides                    | 3.393                 | Vereinigtes Königreich |
| 26. April 1917   | Rio Lages                     | 3.591                 | Vereinigtes Königreich |
| 26. April 1917   | Vauxhall                      | 3.629                 | Vereinigtes Königreich |
| 1. Mai 1917      | Rockingham                    | 4.555                 | Vereinigte Staaten     |
| 2. Mai 1917      | Troilus                       | 7.625                 | Vereinigtes Königreich |
| 29. Mai 1917     | Argo                          | 123                   | Schweden               |
| 29. Mai 1917     | Ines                          | 261                   | Schweden               |
| 29. Mai 1917     | Konsul R. Nielsen             | 1.395                 | Dänemark               |
| 31. Mai 1917     | Esneh                         | 3.247                 | Vereinigtes Königreich |
| 3. Juni 1917     | Luisa 1                       | 1.648                 | Italien                |
| 6. Juni 1917     | Parthenia                     | 5.160                 | Vereinigtes Königreich |
| 8. Juni 1917     | Enidwen                       | 3.594                 | Vereinigtes Königreich |
| 8. Juni 1917     | Saragossa                     | 3.541                 | Vereinigtes Königreich |
| 13. Juni 1917    | Kelvinbank                    | 4.072                 | Vereinigtes Königreich |
| 14. Juni 1917    | Avenger                       | 13.441                | Vereinigtes Königreich |
| 24. Juli 1917    | Mikelis 2                     | 2.430                 | Griechenland           |
|                  | Versenkt: Beschädigt: Gesamt: | 102.875 1.648 104.523 |                        |